# Vol Atlas Air 3591
Le 23 février 2019, un Boeing 767 cargo effectuant le vol Atlas Air 3591 pour le compte d'Amazon Air, entre l'aéroport international de Miami, en Floride, et l'aéroport intercontinental George-Bush de Houston, au Texas, s'écrase à Trinity Bay (en), près de la ville d'Anahuac, lors de son approche sur Houston. Les deux membres d'équipage et le seul passager présent à bord meurent dans l'accident. Il s'agit du premier accident aérien mortel d'un Boeing 767 cargo.
L'enquête du Conseil national de la sécurité des transports américain (NTSB) attribue l'accident à une erreur de pilotage, affirmant que le copilote a subi une désorientation spatiale et a placé par inadvertance l'avion dans un piqué irrécupérable. Le commandant de bord, quant à lui, n'a pas surveillé de manière adéquate les actions de son collègue ainsi que la trajectoire de vol de l'avion. Des problèmes de formation des équipages chez Atlas Air et dans l'industrie de l'aviation commerciale aux États-Unis ont également été des facteurs contributifs à l'accident.

## Avion et équipage
L'avion impliqué est un Boeing 767-375ER cargo nommé CustomAir Obsession, immatriculé N1217A et âgé de près de vingt-sept ans au moment de l'accident, ayant été construit en 1992. Il est initialement commandé en version passagers par Canadian Airlines International, mais mis en service pour la première fois par China Southern Airlines en novembre 1992. 

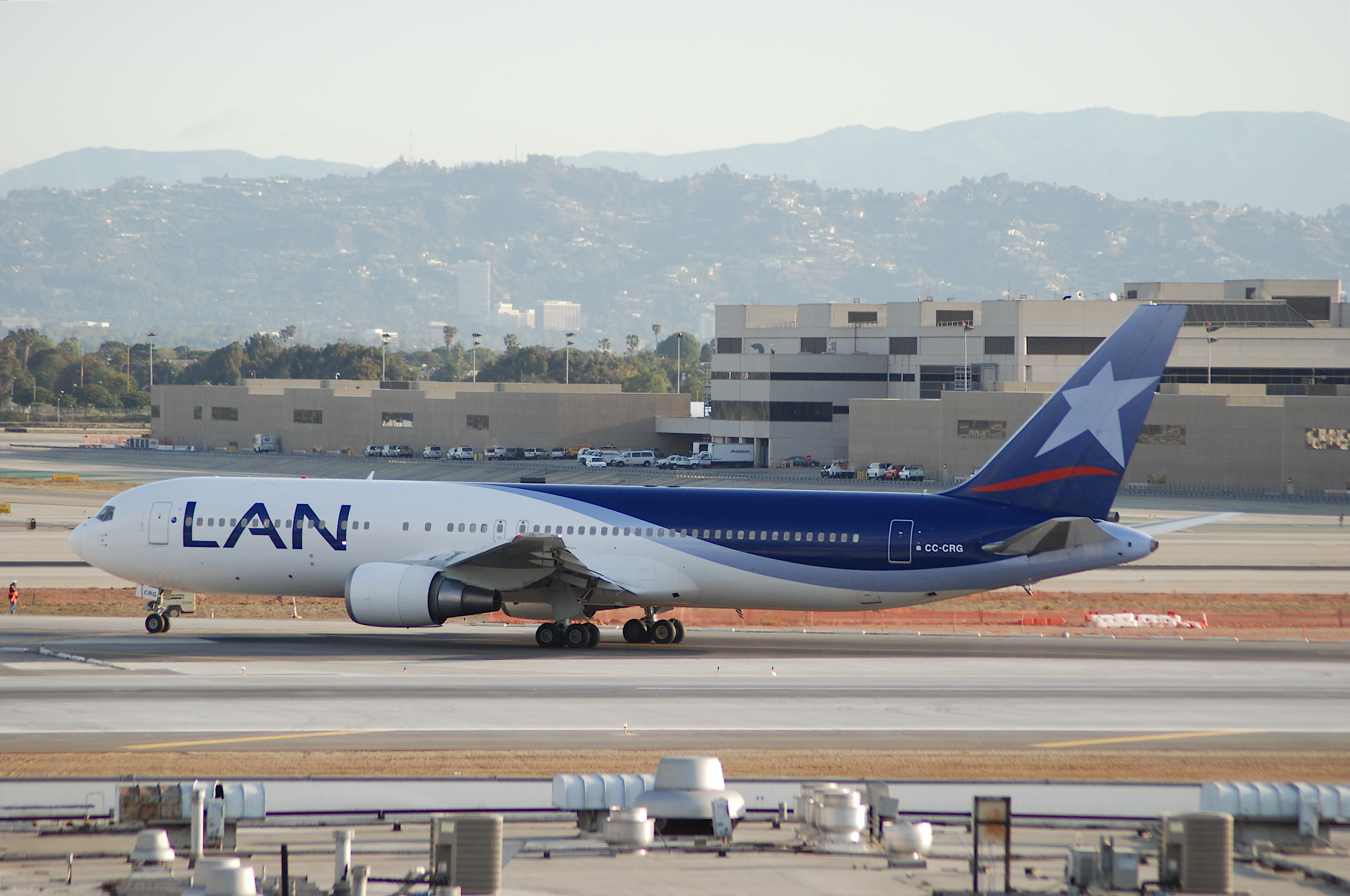
Le 767 impliqué dans l'accident, ici en service pour LAN Airlines, avec son ancienne immatriculation (CC-CRG), en avril 2007.

En janvier 1997, il est transféré à LAN Airlines et vole pendant dix-neuf années avant d'être entreposé en janvier 2016 à Pinal Airpark dans l'Arizona aux États-Unis. Il est par la suite converti en version cargo en 2017 et mis en service par Atlas Air pour le compte d'Amazon Air (en) . L'avion, propulsé par deux turboréacteurs General Electric CF6-80, cumule 91 063 heures de vol au moment de l'accident.
Trois personnes sont présentes à bord de l'avion. Le commandant de bord Ricky Blakely, âgé de 60 ans, possède 11 172 heures de vol à son actif, dont 1 252 heures sur Boeing 767. Il rejoint Atlas Air en septembre 2015 et devient commandant de bord sur 767 en août 2018. Par le passé, il a également été copilote sur Beechcraft 1900D ou encore commandant de bord sur Embraer ERJ 145. L'officier pilote de ligne Conrad Jules Aska, âgé de 44 ans, travaille pour Atlas Air depuis juillet 2017 et compte 5 073 heures de vol, dont 520 heures sur 767. Auparavant, il a travaillé sur Embraer EMB 120, Embraer ERJ 145 et sur Embraer 175. Une troisième personne, Sean Archuleta, âgé de 36 ans et pilote chez Mesa Airlines, se trouve à bord, prenant la place du strapontin (« jumpseat ») du poste de pilotage.

## Accident
Le vol Atlas Air 3591 décolle de l'aéroport international de Miami à 10 h 33 CST. Par la suite, l'avion est en approche vers Houston lorsqu'il survole le bord d'un front froid, produisant une zone de conditions météorologiques de vol aux instruments (IMC) avec des nuages de type arcus et des turbulences. Le copilote demande alors un changement de direction vers le côté ouest de l'aéroport pour éviter les intempéries. Le contrôleur aérien accepte mais conseille à l'équipage d'accélérer leur descente vers 3 000 pieds (910 mètres).
Dès lors, les pilotes commencent à configurer l'avion pour l'atterrissage. À 12 h 38 min 2 s, le copilote annonce la sortie des volets à la position numéro une. Vingt-neuf secondes plus tard, alors que l'avion se trouve à une altitude de 6 300 pieds (1 920 mètres) et à environ soixante-quatre kilomètres de l'aéroport, le mode de remise des gaz est activé. Le pilote automatique ordonne alors à l'avion de prendre de l'altitude et d'augmenter le régime des moteurs, mais dans le même temps, les pilotes effectuent des manœuvres pour faire descendre l'avion. Celui-ci effectue un virage serré vers le sud avant d'amorcer une descente rapide. Les témoins de l'accident ont décrit l'avion entrant à ce moment dans un piqué prononcé jusqu'à ce qu'il touche le sol. Quelques secondes avant l'impact, les pilotes tentent de redresser le nez, mais trop tardivement. Des caméras de vidéosurveillance de la prison du comté de Chambers montrent l'avion dans une descente abrupte et en piqué juste avant l'impact,. Vers 12 h 39, le vol 3591 s'écrase à l'extrémité nord de Trinity Bay (en), dans le comté de Chambers, au Texas, à proximité de la ville d'Anahuac,,.
Peu après, la garde côtière américaine dépêche un hélicoptère et plusieurs bateaux pour rechercher des survivants. Le site de l'accident est principalement recouvert d'un marais de boue, avec une profondeur d'eau variant de zéro à 1,5 mètre de profondeur, des hydroglisseurs étant nécessaires pour accéder à la zone. Les chercheurs trouvent rapidement des restes humains et de nombreux petits fragments de l'avion et de sa cargaison. Le plus gros morceau récupéré mesure environ quinze mètres de long. Dans le même temps, le shérif local décrit la scène comme une « dévastation totale » et suppose qu'il a été impossible de survivre à l'accident,.

Photographies du site de l'accident
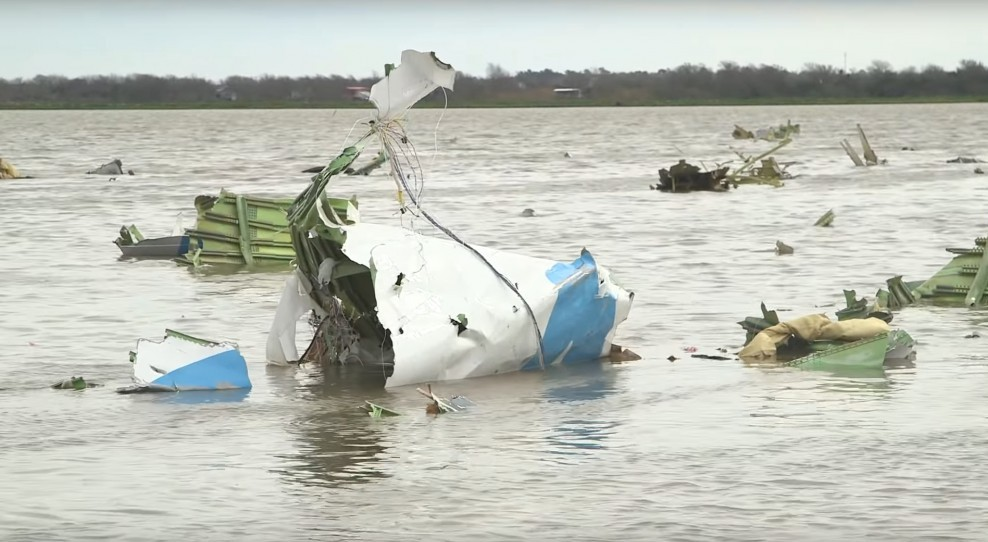
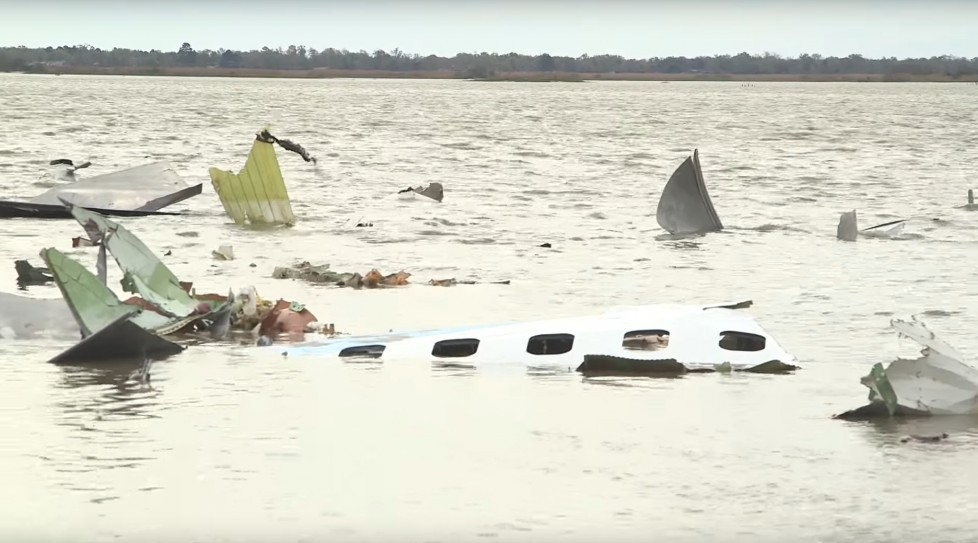
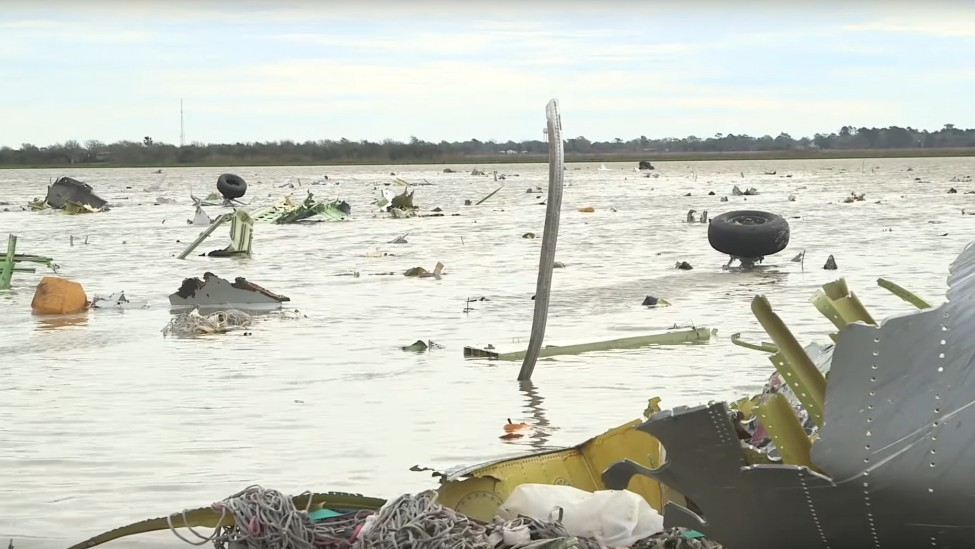
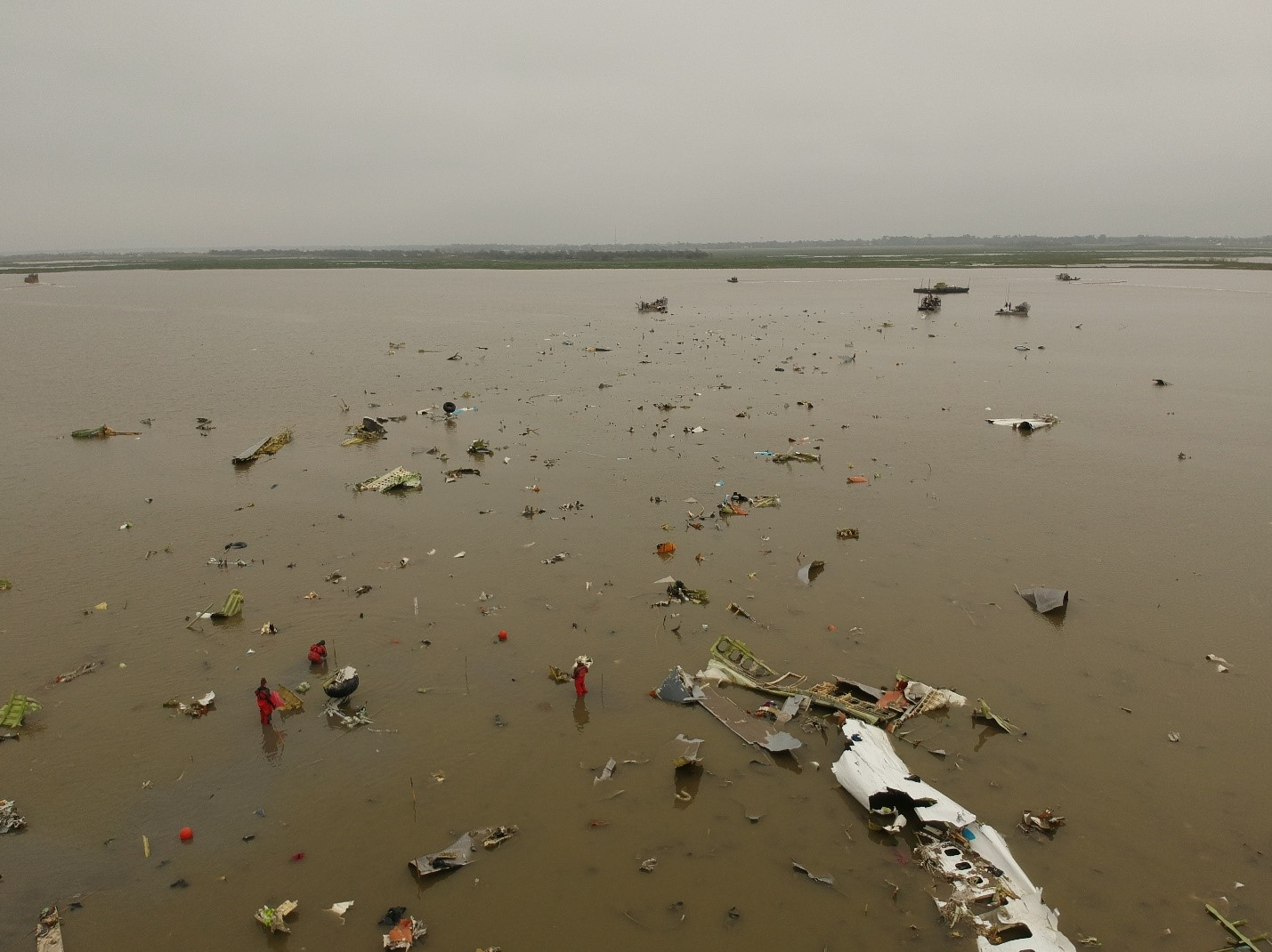

Le lendemain de l'accident, Atlas Air confirme que les trois personnes à bord sont décédées. Les victimes sont d'abord identifiées sur les réseaux sociaux par des amis et des proches. Le 26 février, les corps des trois personnes ont été retrouvés et le 4 mars, tous ont été identifiés avec certitude.

## Enquête

### Premiers éléments

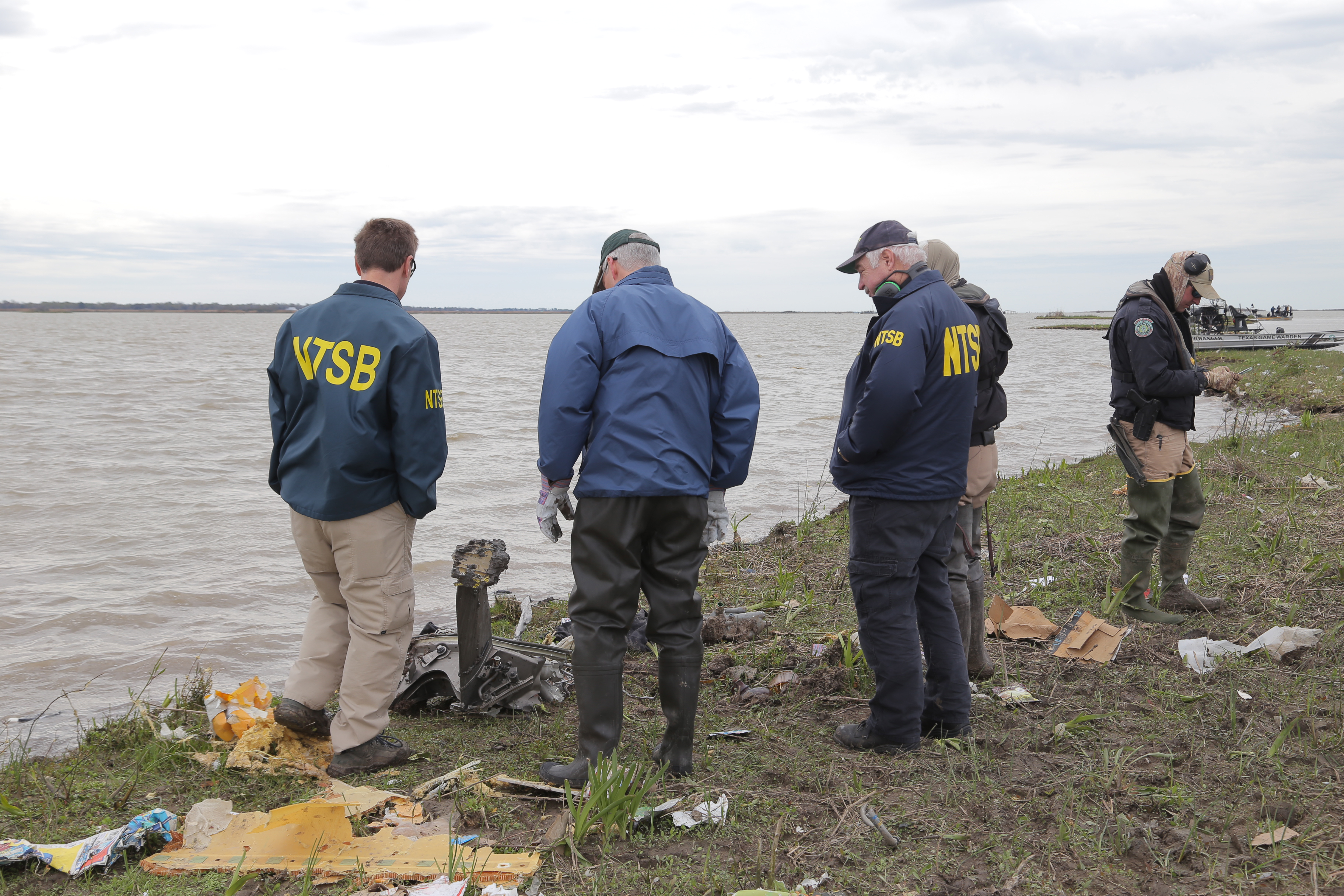
Des enquêteurs du NTSB examinent des débris de l'avion éparpillés sur le sol.

Des enquêteurs de la Federal Aviation Administration (FAA), du Federal Bureau of Investigation (FBI) et du Conseil national de la sécurité des transports (NTSB) sont rapidement dépêchés sur le site, le NTSB menant l'enquête sur l'accident,. De plus, Boeing, Atlas Air, plusieurs syndicats de pilotes et de contrôleurs aériens ainsi que le constructeur de moteurs General Electric offrent leur assistance à l'enquête. Des équipes de plongée du Département de la sécurité publique du Texas (en) (DPS), assistées par des équipes des services de police de Houston et de Baytown, sont chargées de localiser les enregistreurs de vol de l'avion. L'enregistreur phonique (CVR) et l'enregistreur de données de vol (FDR) sont localisés début mars et transportés vers un laboratoire du NTSB pour analyse,,.
Le 11 juin 2020, le NTSB annonce que la prochaine réunion publique de son conseil d'administration dévoilerait la cause de l'accident. Le NTSB dévoile lors de sa réunion tenue le 14 juillet que l'avion s'est écrasé en raison de la réponse inappropriée du copilote à une activation par inadvertance du mode de remise de gaz de l'avion, ayant entraîné une désorientation spatiale qui l'a amené à placer l'avion dans une descente abrupte que les pilotes n'ont pas pu récupérer.

### Conclusions
Environ un an et cinq mois après l'accident, le NTSB détermine la cause probable de l'accident comme étant :

« La cause probable de cet accident est la réponse inappropriée du copilote, alors pilote aux commandes, à une activation par inadvertance du mode de remise de gaz, ce qui a conduit à sa désorientation spatiale et à des commandes de piqué qui ont placé l'avion dans une descente abrupte que les pilotes n'ont pas pu récupérer. L'incapacité du commandant de bord à surveiller correctement la trajectoire de vol de l'avion et à assumer son contrôle afin d'intervenir efficacement a contribué à l'accident. Des lacunes systémiques dans les pratiques de sélection et de mesure des performances des pilotes au sein de l'industrie aéronautique, qui n'ont pas réussi à remédier aux lacunes liées à l'aptitude du copilote et à sa réponse inadaptée au stress, ont également contribué à l'accident. L'incapacité de la Federal Aviation Administration à mettre en œuvre une base de données des dossiers des pilotes de manière suffisamment solide et opportune a également contribué à l'accident. ».

— National Transportation Safety Board, AAR-20/02

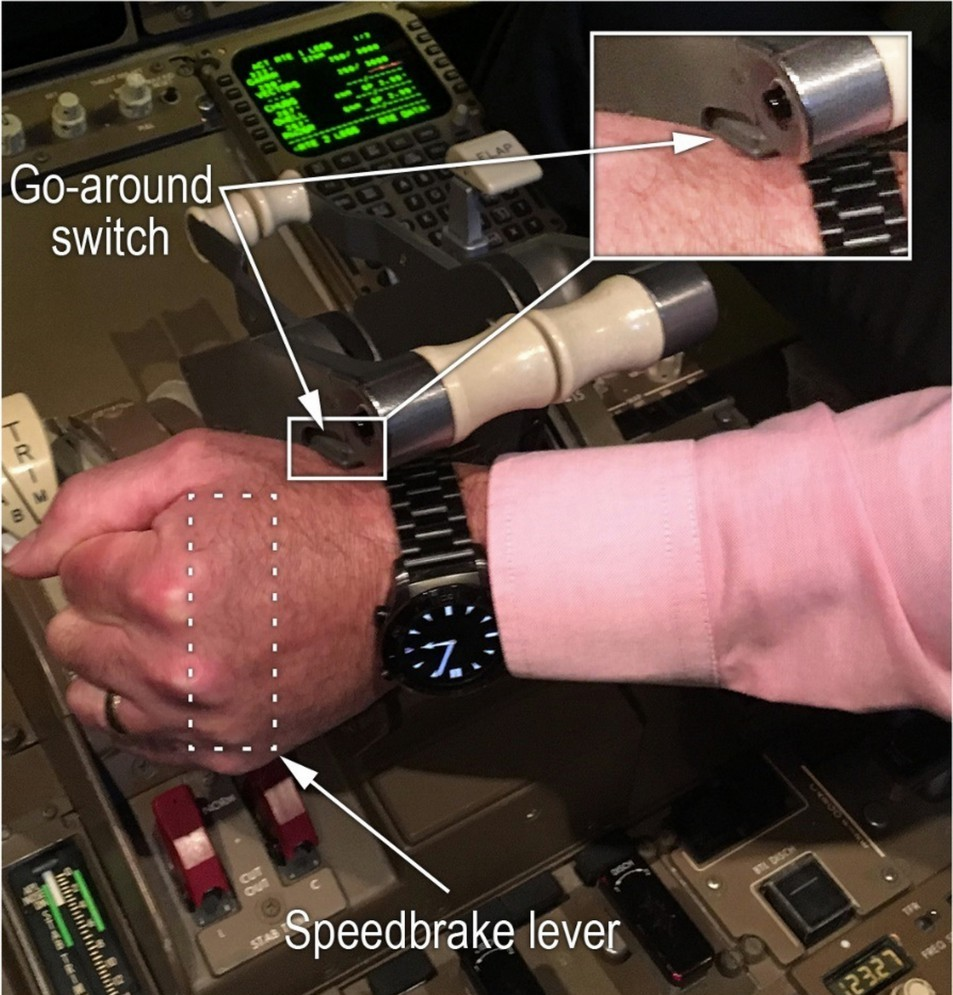
Reconstitution du NTSB montrant la position de la main et du poignet gauche d'un copilote, tenant le levier des aérofreins (Speedbrake lever) et activant par inadvertance le mode de remise de gaz (Go-around switch).

Le NTSB a constaté que la descente s'était déroulée normalement jusqu'à ce que le mode de remise de gaz soit activé et que le pilote automatique et l'automanette de l'avion aient augmenté la poussée du moteur et l'assiette comme le prévoit l'activation de ce mode. Aucun des pilotes n'a reconnu verbalement que le mode de remise de gaz avait été activé ni pris aucune mesure apparente pour le désactiver. Quelques instants plus tard, le copilote effectue des commandes de vol en piqué qui suggère une volonté de récupération d'un décrochage, mais les systèmes d'avertissement ne s'étaient pas activés et les données du FDR étaient incompatibles avec un avion en état de décrochage. Le NTSB conclut alors que le copilote a très probablement appuyé accidentellement sur l'interrupteur de remise de gaz avec son poignet gauche ou sa montre alors qu'il manipulait le levier des aérofreins situé à proximité et qu'aucun des pilotes ne s'est rendu compte que le mode de vol automatisé de l'avion avait été modifié.
Les procédures établies exigeaient que le pilote surveillant (« Monitoring pilot »), dans ce cas le commandant de bord, désengage immédiatement le pilote automatique et l'automanette et annonce les changements d'altitude et de vitesse en cas de décrochage suspecté, mais aucun des pilotes ne l'a fait. Alors que les commandes de vol du copilote étaient suffisamment agressives pour désactiver le pilote automatique, les enquêteurs ont conclu que le commandant de bord était distrait par l'exécution d'autres tâches et n'avait pas surveillé les performances de l'avion,.
Le NTSB conclut également que l'avion volait probablement en conditions météorologiques de vol aux instruments (IMC) sans que le sol ne soit visible lorsque le mode de remise de gaz a été activé. Ainsi, le copilote a très probablement ressenti une illusion somatogravique à cabrer, une fausse sensation que l'on s'incline vers l'arrière lors d'une accélération inattendue vers l'avant en l'absence de repères visuels. Les pilotes dont la maîtrise du vol aux instruments est limitée ont une tendance bien documentée à ne pas tenir compte des instruments de vol et à agir instinctivement en réaction à cette illusion. Les enquêteurs concluent que les pilotes n'étaient pas en mesure de voir le sol jusqu'à ce que l'avion sorte des nuages à environ 3 000 pieds (910 mètres) au-dessus de la baie, moment auquel une récupération en toute sécurité après la descente abrupte était impossible.

### Problèmes de formation des pilotes
Le NTSB a noté que les deux pilotes avaient eu des difficultés dans leur formation. En octobre 2015, le commandant Ricky Blakely est déclaré inapte à un contrôle en raison de performances insatisfaisantes lors de sa qualification de type sur Boeing 767, notamment concernant la récupération des décrochages et de sa difficulté à effectuer des approches interrompues. Par la suite, il suit une formation de rattrapage, cette fois avec des résultats satisfaisants, ce qui lui permet d'obtenir sa qualification. Toutefois, malgré ses améliorations, Atlas Air le place dans un programme de veille de compétence pilote (PWP) en raison de ses difficultés en formation.
Le copilote Conrad Jules Aska a également connu des difficultés d'entraînement avec Atlas Air, encore plus que le commandant de bord. Il avait également enregistré des échecs de formation avec d'anciens employeurs, mais les premiers problèmes du copilote sont signalés en juillet 2017, le même mois où il rejoint Atlas Air, lorsqu'il se voit refuser un examen concernant sa qualification de type sur 767 en raison de son manque de formation. À l'issue de celle-ci, il réussit l'examen, mais après plusieurs sessions de simulateur de vol, ses difficultés avec les procédures normales persistent et il doit une nouvelle fois suivre une formation supplémentaire. En août 2017, après deux sessions sur simulateur, un de ses collègues se plaint de son attitude et ce dernier doit finalement recommencer la formation sur simulateur au départ. Au cours de ses entraînements, le copilote se caractérise par une mauvaise gestion des ressources de l'équipage (CRM) et d'un contrôle inapproprié de l'avion, un examinateur le décrivant comme stressé et manquant de conscience de la situation. Il suit une formation de rattrapage en septembre 2017 et obtient finalement sa qualification de type sur l'avion.
Les enquêteurs ont conclu que le copilote avait délibérément dissimulé son dossier de formation lors de son entretien avec Atlas Air, profitant des lacunes de la base de données des dossiers des pilotes de la Federal Aviation Administration (FAA). Un amendement de 2010 à la Pilot Record Improvement Act (en) (PRIA) adopté après l'accident du vol Colgan Air 3407 en février 2009 obligeait pourtant la FAA à enregistrer les échecs de formation dans une base de données. Cependant, cette disposition n'avait pas été entièrement mise en œuvre en raison de préoccupations en matière de confidentialité et de l'opposition d'une partie de l'industrie, en particulier des exploitants d'aviation d'affaires qui s'opposaient aux exigences strictes de tenue de dossiers pour les pilotes,. Atlas Air a également été critiqué pour sa dépendance à l'égard d'employés internes plutôt que de spécialistes des opérations aériennes pour vérifier les antécédents de formation des pilotes que la compagnie avait embauché. Le NTSB a recommandé que les pilotes de Boeing 767 et de Boeing 757 soient formés pour reconnaître et récupérer le déclenchement intempestif du mode de remise de gaz, mais a également conclu que les données disponibles suggéraient qu'un tel déclenchement était un « événement rare et généralement bénin ».
En juin 2021, la FAA annonce finalement la mise en place progressive d'une base de données nationale concernant les dossiers des pilotes, permettant ainsi aux compagnies aériennes de vérifier les antécédents de ces derniers avant leur embauche,,.

## Documentaire télévisé
- L'accident est étudié dans l'épisode « Désastre en livraison », 9e épisode de la 23e saison de l'émission Air Crash.

### Citations originales
1. ↑  « The NTSB determines that the probable cause of this accident was the inappropriate response by the first officer as the pilot flying to an inadvertent activation of the go-around mode, which led to his spatial disorientation and nose-down control inputs that placed the airplane in a steep descent from which the crew did not recover. Contributing to the accident was the captain’s failure to adequately monitor the airplane’s flightpath and assume positive control of the airplane to effectively intervene. Also contributing were systemic deficiencies in the aviation industry’s selection and performance measurement practices, which failed to address the first officer’s aptitude-related deficiencies and maladaptive stress response. Also contributing to the accident was the Federal Aviation Administration’s failure to implement the pilot records database in a sufficiently robust and timely manner[NTSB 8]. »

### Rapport final, National Transportation Safety Board, 2020
1. ↑  NTSB 2020, p. 8-9.
2. 1 2  NTSB 2020, p. 3.
3. 1 2 3  NTSB 2020, p. 5.
4. ↑  NTSB 2020, p. 7.
5. ↑  NTSB 2020, p. 1.
6. ↑  NTSB 2020, p. 14-15.
7. 1 2 3 4 5 6 7 8 9  NTSB 2020, p. 2.
8. 1 2  NTSB 2020, p. 60.
9. 1 2  NTSB 2020, p. 39.
10. ↑  NTSB 2020, p. 27.
11. ↑  NTSB 2020, p. 43.
12. 1 2  NTSB 2020, p. 41.
13. ↑  NTSB 2020, p. 40-41.
14. ↑  NTSB 2020, p. 44-45.
15. 1 2 3  NTSB 2020, p. 4.
16. ↑  NTSB 2020, p. 5-6.
17. 1 2 3 4  NTSB 2020, p. 6.
18. ↑  NTSB 2020, p. 54.

### Autres sources
1. 1 2 3 4  (en) « N1217A Atlas Air Boeing 767-300(F) », sur planespotters.net, Plane Spotters (consulté le 12 novembre 2022).
2. 1 2  (en) R.A. Schuetz, Dug Begley et Andrea Leinfelder, « 3 confirmed dead after Boeing 767 cargo plane's nose dive into Trinity Bay » [« 3 morts confirmés après la chute en piqué d'un Boeing 767 cargo dans la baie de Trinity »], sur chron.com, Houston Chronicle, Hearst Corporation, 23 février 2019 (consulté le 13 novembre 2022).
3. ↑  (en) Deborah Wrigley, « Witnesses recall moments before Atlas Air cargo plane crash in Chambers Co. » [« Des témoins se souviennent des moments précédant le crash de l'avion cargo d'Atlas Air dans le comté de Chambers »], sur abc13.com, KTRK-TV, 23 février 2019 (consulté le 15 novembre 2022).
4. ↑  (en) Jon Hemmerdinger, « Video shows Atlas 767F in ‘steep’ dive prior to crash: NTSB » [« Une vidéo montre le 767 cargo d'Atlas en piqué « abrupte » avant le crash : NTSB »] , sur flightglobal.com, FlightGlobal, 24 février 2019 (consulté le 16 novembre 2022).
5. 1 2 3  (en) Leslie Josephs, « NTSB investigators search for clues in deadly Amazon cargo jet crash » [« Les enquêteurs du NTSB recherchent des indices dans l'accident mortel d'un avion cargo d'Amazon »], sur cnbc.com, CNBC, 24 février 2019 (consulté le 16 novembre 2022).
6. ↑  Ricardo Moraes, « Crash d'un Boeing 767 cargo d'Amazon Air aux États-Unis », sur air-journal.fr, Air Journal, 24 février 2019 (consulté le 15 novembre 2022).
7. 1 2  (en) Tara Law, « 'No Survivors' After Boeing 767 Cargo Plane, Carrying 3, Crashes Into Texas Bay » [« « Aucun survivant » après qu'un avion cargo Boeing 767 transportant 3 personnes se soit écrasé dans la baie du Texas »], sur time.com, Time, 23 février 2019 (consulté le 15 novembre 2022).
8. ↑  (en) « Human remains found after Atlas Air cargo plane crashes in Chambers Co. » [« Des restes humains retrouvés après le crash d'un avion cargo d'Atlas Air dans le comté de Chambers »], sur abc13.com, KTRK-TV, 23 février 2019 (consulté le 15 novembre 2022).
9. ↑  (en) David Warren, Jake Bleiberg et David Koenig, « Sheriff: No likely survivors in jetliner crash near Houston » [« Sheriff : aucun survivant probable dans l'accident d'avion près de Houston »], sur apnews.com, Associated Press, 23 février 2019 (consulté le 15 novembre 2022).
10. ↑  (en) Atlas Air, « Atlas Air Confirms Family Assistance Established in Flight 3591 Accident » [« Atlas Air confirme l'établissement d'une assistance familiale dans l'accident du vol 3591 »] (communiqué de presse), sur atlasairworldwide.com, 24 février 2019 (consulté le 15 novembre 2022).
11. ↑  (en) Jay R. Jordan, « Pilot's remains positively identified in deadly Atlas Air cargo plane crash » [« Les restes du pilote ont été identifiés positivement dans l'accident mortel d'un avion cargo d'Atlas Air »], sur houstonchronicle.com, Houston Chronicle, Hearst Corporation, 4 mars 2019 (consulté le 15 novembre 2022).
12. ↑  (en) Jon Hemmerdinger, « US investigators converge on site of deadly Atlas Air 767 crash » [« Les enquêteurs américains convergent sur le site de l'accident mortel du 767 d'Atlas Air »] , sur flightglobal.com, FlightGlobal, 24 février 2019 (consulté le 16 novembre 2022).
13. ↑  (en) Madeline Holcombe, Hollie Silverman et al., « Two bodies recovered after a cargo plane crashes in water near Houston » [« Deux corps récupérés après l'écrasement d'un avion-cargo dans l'eau près de Houston »], sur cnn.com, Cable News Network, 24 février 2019 (consulté le 16 novembre 2022).
14. ↑  (en) Jasper Scherer, Jacob Dick et Rebecca Schuetz, « Black box recovered at Amazon plane crash site in Anahuac » [« Une boîte noire récupérée sur le site de l'accident d'avion d'Amazon à Anahuac »], sur houstonchronicle.com, Houston Chronicle, Hearst Corporation, 1er mars 2019 (consulté le 16 novembre 2022).
15. ↑  (en) Amir Vera et Rebekah Riess, « NTSB recovers flight data recorder from cargo plane crash near Houston » [« Le NTSB récupère l'enregistreur de données de vol de l'avion cargo accidenté près de Houston »], sur cnn.com, Cable News Network, 3 mars 2019 (consulté le 16 novembre 2022).
16. ↑  (en)  National Transportation Safety Board, « NTSB Laboratory Completes Initial Review of Cockpit Voice Recorder, Recovers Flight Data Recorder » [« Le laboratoire du NTSB termine l'examen initial de l'enregistreur phonique et récupère l'enregistreur de données de vol »], sur ntsb.gov, 5 mars 2019 (consulté le 16 novembre 2022).
17. ↑  (en) Eric Kulisch, « NTSB schedules public meeting on fatal Atlas Air flight » [« Le NTSB organise une réunion publique sur l'accident mortel d'Atlas Air »], sur freightwaves.com, FreightWaves, 11 juin 2020 (consulté le 16 novembre 2022).
18. ↑  (en)  National Transportation Safety Board, « First Officer, Captain Actions, Aviation Industry Practices, Led to Fatal Atlas Air Crash » [« Le copilote, les actions du commandant de bord, les pratiques de l'industrie aéronautique, ont conduit à l'accident aérien mortel d'Atlas »], sur ntsb.gov, 14 juillet 2020 (consulté le 16 novembre 2022).
19. ↑  (en) David Shepardson, « U.S. safety board cites cockpit crew failures in Atlas Air fatal crash » [« Le Conseil de sécurité américain cite des défaillances de l'équipage du poste de pilotage dans l'accident mortel d'Atlas Air »], sur reuters.com, Reuters, 14 juillet 2020 (consulté le 16 novembre 2022).
20. 1 2  (en) « FAA Delays On Pilot Records Database Faulted In Atlas Air Accident » [« Les retards de la FAA dans la base de données des dossiers des pilotes ont contribué dans l'accident d'Atlas Air »] , sur aviationweek.com, Aviation Week Network, 14 juillet 2020 (consulté le 16 novembre 2022).
21. 1 2 3  (en) David Kaminski-Morrow, « How Atlas freighter crash revived scrutiny of pilot performance tracking » [« Comment le crash de l'avion cargo d'Atlas Air a relancé l'examen du suivi des performances des pilotes »] , sur flightglobal.com, FlightGlobal, 29 octobre 2020 (consulté le 16 novembre 2022).
22. ↑  (en) Corky Siemaszko, NBC News, « FAA finally OKs database to track pilot employment records, after 12 years of delays » [« La FAA approuve enfin la base de données pour suivre les dossiers d'emploi des pilotes, après douze ans de retard »], sur nbcnews.com, National Broadcasting Company, 26 mai 2021 (consulté le 16 novembre 2022).
23. ↑  (en) Eric Kulisch, « FAA creates database for sharing of pilot records » [« La FAA crée une base de données pour le partage des dossiers des pilotes »], sur freightwaves.com, FreightWaves, 9 juin 2021 (consulté le 16 novembre 2022).
24. ↑  (en) Dan Pimentel, « FAA Publishes Final Rule on New Pilot Records Database Regulations » [« La FAA publie la règle finale sur le nouveau règlement sur la base de données des dossiers des pilotes »], sur flyingmag.com, Flying, 8 juin 2021 (consulté le 16 novembre 2022).

#### National Transportation Safety Board (NTSB)
Rapport final
- (en) National Transportation Safety Board, Aircraft Accident Report : Rapid Descent and Crash into Water, Atlas Air Inc. Flight 3591, Boeing 767-375BCF, N1217A, Trinity Bay, Texas, February 23, 2019 [« Rapport d'enquête aéronautique : Descente rapide et écrasement dans l'eau, vol Atlas Air Inc. 3591, Boeing 767-375BCF, N1217A, Trinity Bay, Texas, 23 février 2019 »] (rapport no AAR-20/02), Washington, National Transportation Safety Board, 14 juillet 2020, xiii-125 (lire en ligne [PDF]).

### Vidéos
- (en) [vidéo] Houston Chronicle, « New video shows Atlas Air plane crash into Trinity Bay », sur YouTube, 7 mars 2019 (consulté le 16 novembre 2022).
- (en) [vidéo] NTSBgov, « NTSB Animation - Rapid Descent and Crash into Water, Atlas Air Inc. Flight 3591 », sur YouTube, 14 juillet 2020 (consulté le 16 novembre 2022).
- (en) [vidéo] KPRC 2 Click2Houston, « NTSB: ‘Extreme reaction’ of Atlas Air pilot may have caused fatal 2019 crash », sur YouTube, 14 juillet 2020 (consulté le 16 novembre 2022).